# バルドスタ (ジョージア州)
バルドスタ（英: Valdosta）は、アメリカ合衆国ジョージア州南部の都市。ラウンズ郡の郡庁所在地である。人口は5万5378人（2020年）。バルドスタ都市圏の中核である。
市内にはジョージア大学システムに属する地域校バルドスタ州立大学があり、学生数は13,000人を超えている。またバルドスタ高校は国内で最もアメリカンフットボールの勝ち数が多い高校である。
アザレア（西洋ツツジ）が多く生育されているので「アザレアの都市」と呼ばれる。毎年3月にアザレア祭を開催している。

## 歴史
バルドスタは1860年12月7日に法人化され、このとき郡政府は近くのトループビルからバルドスタに移された。トループビル住民は、ガルフ・アンド・アトランティック鉄道が4マイル (6 km) 離れて建設されたときに、住居を移した。1860年7月4日、サティラ3号と呼ばれた機関車が最初の列車を引いてガルフ・アンド・アトランティック鉄道のバルドスタ駅に入ってきた。
現在事実上廃村になっているトループビルは州知事ジョージ・トループから名前が採られており、州内のトループ郡も同様である。バルドスタはトループの荘園であるバルドスタから採られており、その荘園はイタリアのヴァッレ・ダオスタ州から採られていた。「アオスタ」はラテン語の8月であり、皇帝アウグストゥスを指している。バルドスタという言葉は文字通り解釈すると「アウグストゥスの都市の谷」となる。当初、町の名前は「美の谷」を意味するという噂が長く続いていた。バルドスタ周辺の土地は平坦である。
南北戦争後の1871年と1872年に、ラウンズ郡から100人以上のアフリカ系アメリカ人の農夫家族、工芸人、労働者が、より良い生活を求めてアフリカのリベリア、アリシントンに移住した。これはアメリカ植民地協会の支援で可能になった。1871年に出発した最初の集団はジェファーソン・ブレイスウェルが率い、2番目の集団はアーロン・ミラーが率いた。

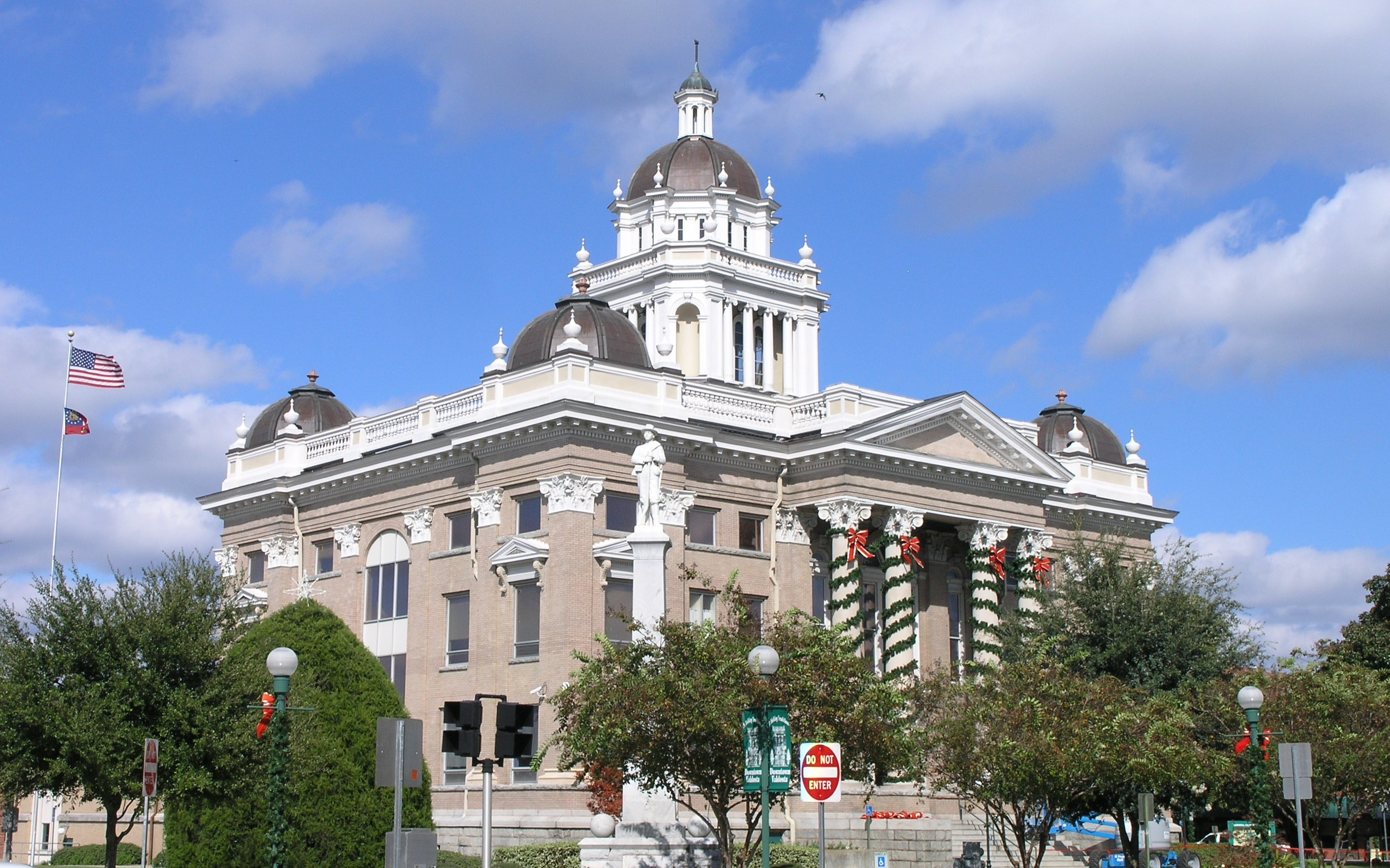
旧ラウンズ郡庁舎、アメリカ合衆国国家歴史登録財に指定、バルドスタ中心街の中心にある

1902年11月、ハリス・ニッケルプレート・サーカスの人気者象ジプシーが暴れ出して、調教師のジェイムズ・オルアークを殺した。ジプシーは数時間町を恐怖に包んだ後、町の北にあるチェリー・クリークに走った。それを警察署長のカルビン・ダンピアと自警団が追った。ジプシーはクラッグ・ヨルゲンセン・ライフル銃で撃たれて殺され、その場に埋められた。ジェイムズ・オルアークはバルドスタのサンセットヒル墓地に埋葬された。
1918年5月、ラウンズ郡で大きな人種暴動が起こった。黒人農業労働者のシドニー・ジョンソンが、白人農園主ハンプトン・スミスに繰り返し虐待されてきたと考え、スミスを銃で殺し、その妻を負傷させた。このためにリンチを要求する暴徒集団がバルドスタに集まり、5月17日から24日まで続いた。その結果、21歳の妊婦メアリー・ターナーを含め13人のアフリカ系アメリカ人がリンチされることになった。シドニー・ジョンソンは5月22日の銃撃戦で、バルドスタのサウストループ通りの家で捕まえられた。ジョンソンが死んだ後、700人以上の群衆がジョンソンを去勢し、その体を引き摺ってパターソン通りを下り、モーブンの町まで行った。この暴動の後、恐怖にとらわれた500人以上のアフリカ系アメリカ人がラウンズ郡とブルックス郡から逃げ出した。ラウンズ郡における1918年5月のリンチ騒ぎは、第一次世界大戦後にアフリカ系アメリカ人に向けられた組織暴力の大きなトレンドとなり、1919年の「赤い夏」に繋がった。1922年までに、クー・クラックス・クランのバルドスタ支部が公然と集会を行うようになっていた。

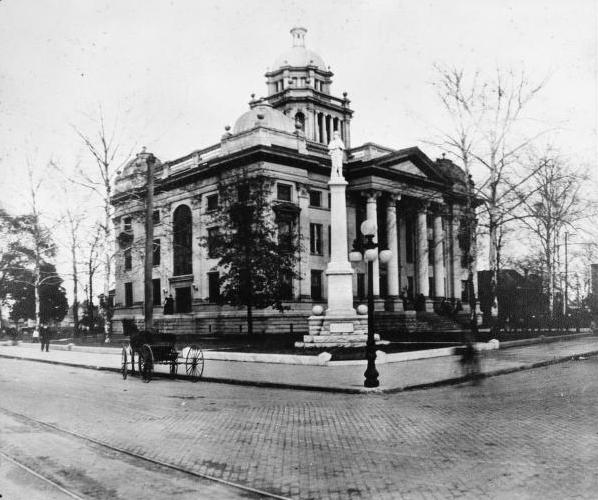
旧ラウンズ郡庁舎、1900年代初期の建築

郡旧調査は1905年頃に建設され、アメリカ合衆国国家歴史登録財に指定され、郡の庁舎としては7代目である。初代庁舎は1828年に最初の郡庁所在地フランクリンビルに建設された。1834年、新しい郡庁所在地トループビルに2代目郡庁舎が建設された。その庁舎は1842年に建て替えられた。その建物が1858年6月、ウィリアム・B・クロウフォードが点けた火事で焼けた。バルドスタでは最初の郡庁舎は1860年代に建設され、木製建屋だったが、1869年の火事で焼けた。もう1つ木製の庁舎が同じ場所に建てられた。1875年には2階建て煉瓦造りの建物に置き換えられた。1900年、郡政委員会がより大きな建物が必要だと判断し、1905年、7代目の郡庁舎が建設された。地元では旧郡庁舎と呼ばれる建物になっている。2010年8月と9月、郡政府は全く新しい政府ビルに移った。ラウンズ郡庁舎はジョージア州でも最大級に美しい郡庁舎と広く認められている。多くの者が訪れ眺めた歴史的場所である。この郡庁舎は集会、公的な展示などの行事にも利用できる。
バルドスタは国内でも長繊維綿花の生産中心地だったが、ワタミゾウムシの被害で1917年には綿花生産が止まり、農業はタバコに向けられ、他に松材を生産した。
「バルドスタ・デイリー・タイムズ」紙は、これまでに2度、世界で2番目のコカ・コーラ瓶詰め工場がバルドスタにあったと報じてきた。
地元経済は、州間高速道路75号線が地域を通って建設されたときに重大な後押しを受けた。特にアメリカ合衆国中西部やカナダのオンタリオ州から、フロリダに向かう行楽客は、ウォルト・ディズニー・ワールドやオーランドに行くときに便利な「最後の立ち寄り所」としてバルドスタを使った。

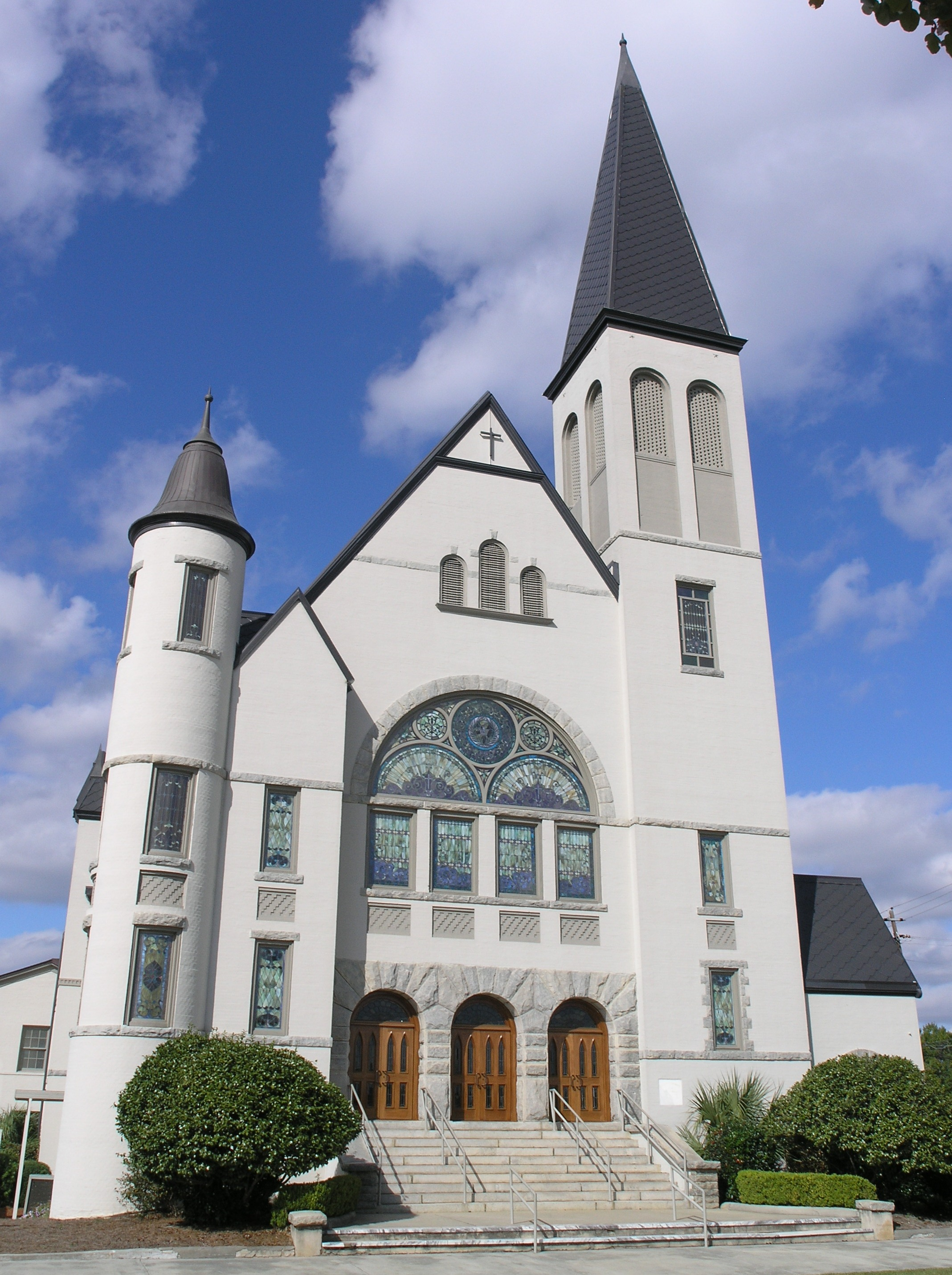
第一バプテスト教会、1899年建設

マーティン・ルーサー・キング・ジュニアは、バルドスタでかつて開催されていた高校弁論大会で2位になったことがあった。
ジョージ・W・ブッシュ大統領は、1968年11月にバルドスタのムーディ空軍基地で州軍の飛行訓練を受けた。
労働統計局の「月間レーバー・レビュー」に拠れば、最初のATM機がバルドスタのC&S銀行に設置された。
バルドスタは、雑誌「サイト・セレクション」により、2003年の「アメリカの小さな町トップ100」に選定された。2010年、雑誌「フォーブス」により、「事業と経歴のための最良の小さな場所」の1つに挙げられた。1910年、雑誌「フォーチュン」が一人当たり収入を基準にアメリカで最も裕福な都市にバルドスタを挙げていた。

## 地理
バルドスタは北緯30度50分48秒 西経83度16分59秒 / 北緯30.84667度 西経83.28306度 (30.846661, -83.283101)に位置している。
アメリカ合衆国国勢調査局に拠れば、市域全面積は30.3平方マイル (78 km2)であり、このうち陸地29.9平方マイル (77 km2)、水域は0.3平方マイル (0.78 km2)で水域率は1.09%である
バルドスタは、アトランタの南370kmにある。フロリダ州オーランドからもほぼ同じ距離にある。フロリダ州との州境から北に24kmに位置している。ジョージア州の海岸平原にあり、ほとんど平坦である。高規格道路ならばカーブも起伏もない区間が続く、バルドスタとウェイクロスの間の鉄道97kmは、かつて世界でも最長の直線区間だった。

### 気候
バルドスタは温暖湿潤気候（ケッペンの気候区分 Cfa）にある。温暖で雨の降る冬と、暑く湿度の高い夏が特徴である。気温は90°F (32 ℃) をこえることが多いが、極端な熱波が訪れた場合には100°F (38 ℃) を超えることもある。降雪は希だが降ることもある。そこそこの雪が降ったのは1989年が最後であり、2010年2月からは降雪が記録されていない。しかし、12月から2月の間には軽い霜が降りることが多い。冬にはインディアンサマー（小春日和）が起きることもある。冬に25°F (-4 ℃) 以下に落ち込むことは極めて希である。

## 人口動態

### 都市圏
アメリカ合衆国国勢調査局に拠れば、2009年のバルドスタ都市圏の推計人口は135,804人であり、国内第281位だった。この都市圏にはラウンズ郡、ブルックス郡、ラニア郡、エコルズ郡が含まれている。

### バルドスタ市
以下は2010年国勢調査による人口統計データである。
| 基礎データ - 人口: 54,518 人 - 世帯数: 20,280 世帯 - 家族数: 11,876 家族 - 人口密度: 563.9人/km2（1,521.7 人/mi2） - 住居数: 22,709 軒 - 住居密度: 289.4軒/km2（749.5軒/mi2） 人種別人口構成 - 白人: 41.5% - アフリカン・アメリカン: 51.2% - ネイティブ・アメリカン: 0.3% - アジア人: 1.7% - 太平洋諸島系: 0.1% - その他の人種: 1.2% - 混血: 1.9% - ヒスパニック・ラテン系: 4.0% 先祖による構成（2000年データ） - アフリカ系：51% - イギリス系：9% - アイルランド系：7% - ドイツ系：6% - スコットランド・アイルランド系：2% - イタリア系：2% 年齢別人口構成 - 20歳未満: 30% - 20-24歳: 19.3% - 25-44歳: 23.2% - 45-64歳: 18.3% - 65歳以上: 9.4% - 年齢の中央値: 26歳 - 性比（女性100人あたり男性の人口） - 総人口: 88.3 - 18歳以上: 83.8 | 世帯と家族（対世帯数） - 18歳未満の子供がいる: 27.4% - 結婚・同居している夫婦: 35.5% - 未婚・離婚・死別女性が世帯主: 19.3% - 非家族世帯: 41.4% - 単身世帯: 28.4% - 65歳以上の老人1人暮らし: 7.4% - 平均構成人数 - 世帯: 2.35人 - 家族: 2.93人 収入と家計 - 収入の中央値 - 世帯: 31,940米ドル - 家族: 39,295米ドル - 性別 - 男性: 33,230米ドル - 女性: 25,689米ドル - 人口1人あたり収入: 19,003米ドル - 貧困線以下 - 対人口: 28.2% - 対家族数: 20.3% - 18歳未満: 34.3% - 65歳以上: 13.1% |

## 経済

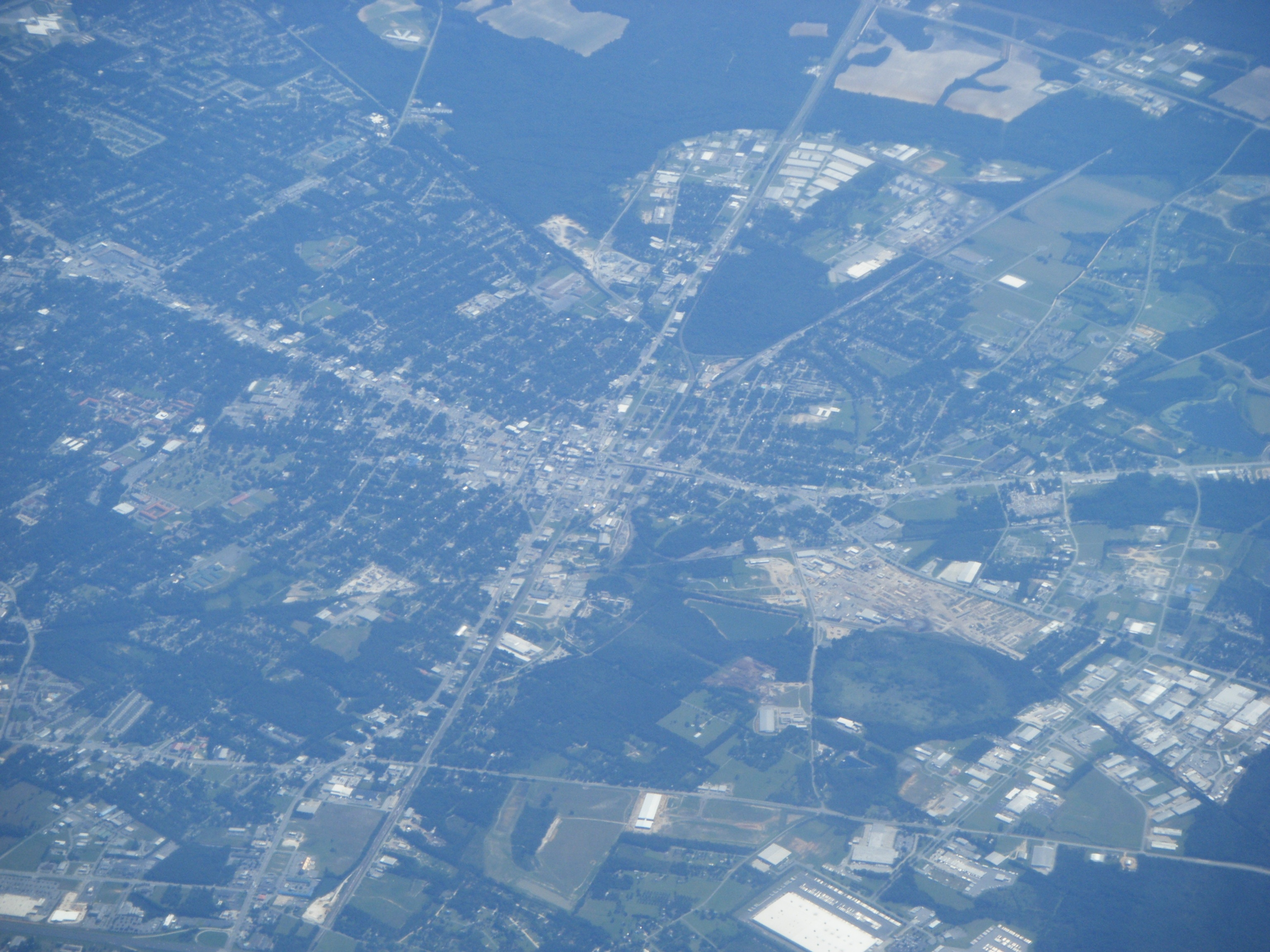
バルドスタの空中写真

バルドスタはジョージア州最南部にあり、フロリダ州境に近く、州間高速道路75号線が走っているので、多くの製造工場があり、南ジョージアの商業中心になっている。周辺地域ではタバコ、海軍物資、特にテレピン油、松材やパルプ材を産出している。ジョージア州地域社会関連省に拠れば、海軍物資の世界需要に対して80%を供給しているので、「世界の海軍物資首都」と呼ばれている。
小売業では地域でも著名なバルドスタ・モールがあり、J.C.ペニー、シアーズ、バックルクロージング、オフィス・デポ、ペットスマート、ベルク、オールド・ネイビー、ロス・ストアズなど全国チェーンの旗艦店が入っている。このモール周辺あるいは付近の大型店としては、ベスト・バイ、ザ・ホーム・デポ、コールズ、ロウズ、オフィス・マックス、ターゲットがある。歴史ある中心街には多くの地元企業があり、著名なショッピング地域になっている。またファイブポインツ地域はビッグ・ロッツ、ウィン・ディキシーなど多くの全国チェーン店や地元レストランがある。
ムーディ空軍基地はバルドスタの北14キロメートル、ラウンズ郡北部にある。

## 教育

### ラウンズ郡教育学区
ラウンズ郡教育学区は就学前から12年生まで公共教育を担当し、小学校7校、中学校3校、高校1校が入っている。常勤教師は592人、児童生徒数は9,245人である。

### バルドスタ市教育学区
バルドスタ市教育学区は市内の就学前から12年生まで公共教育を担当し、小学校5校、中学校2校、高校1校が入っている。常勤教師は447人、児童生徒数は7,178人である。

### 私立学校
バルウッド学校は独立系カレッジ準備校であり、幼稚園前から12年生までを教えている。ジョージア・クリスチャン学校、ライトハウス・クリスチャン学校、オープンバイブル・クリスチャン学校、ハイランド・クリスチャン学校、セントジョン・カトリック学校、ビクトリー・クリスチャン学校などキリスト教学校幾つかが幼稚園から12年生までを教えている。

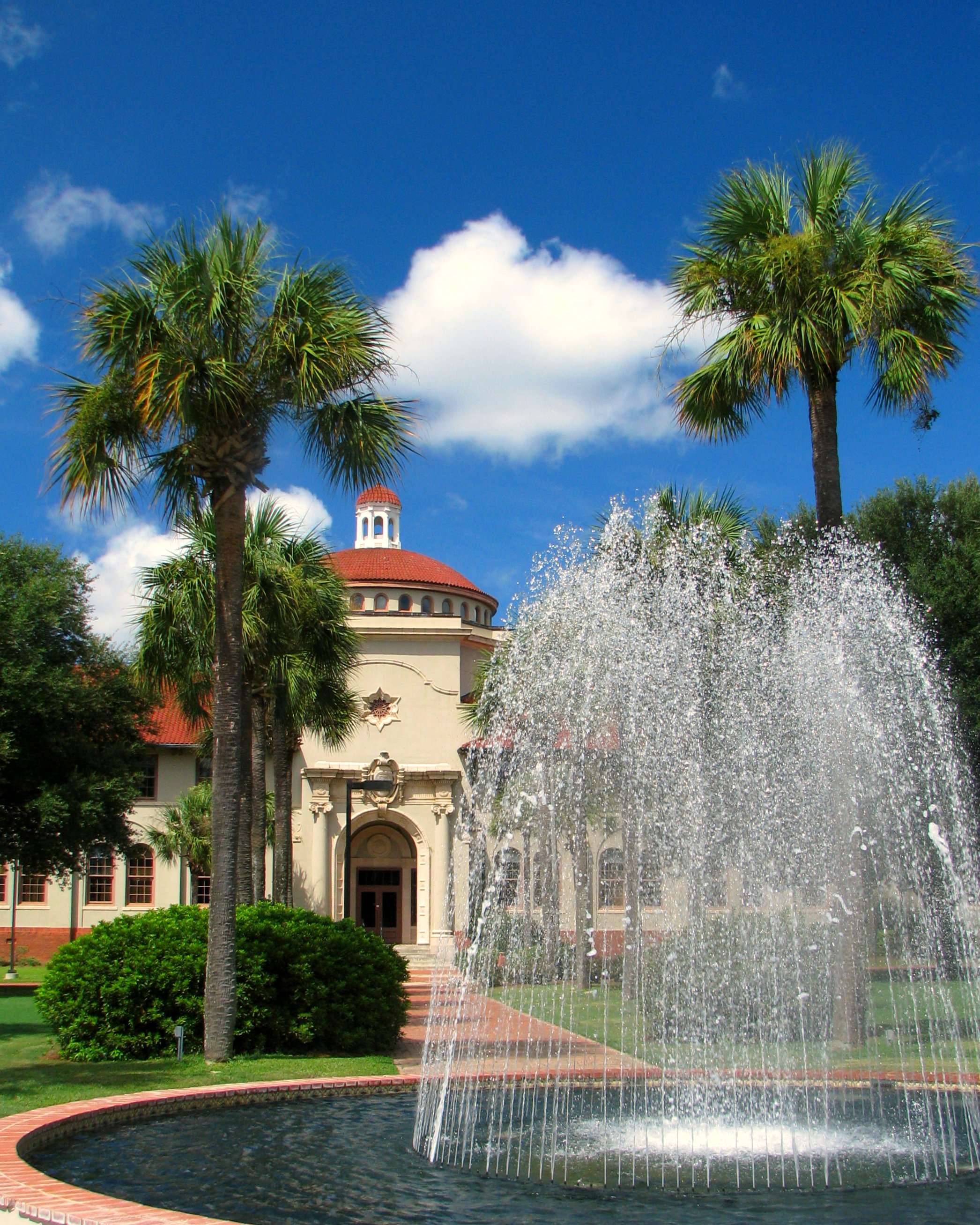
バルドスタ州立大学のウェスト・ホール

### 高等教育機関
市内にバルドスタ州立大学がある。南ジョージア州立女子師範学校として1906年の設立である。1950年にバルドスタ州立カレッジとしてジョージア大学システムに入った。このカレッジが1993年にはバルドスタ州立大学となって、州内地域大学2校の1つになった。過去10年間でかなり成長し、学生数は13,000人になっている。学内であるジョージア州知事の名誉プログラムは、標準的な学科（数学、言語、社会学など）から幅広い知的分野（ダンス、演劇、農業科学）まで、優秀な高校生を集めて4週間の日程で行われる。
ジョージア士官学校分校が市域内にあり、またワイアグラス・ジョージア工科カレッジが市域の直ぐ外1マイル (1.6 km)、州間高速道路75号線近くにある。
市内にはまた、エンブリー・リドル航空大学ワールドワイド・ムーディキャンパスもある。航空宇宙の科学、実技、事業を教えている。

## 交通

### 主要高規格道路
- 州間高速道路75号線（ジョージア州道401号線）、市の西部を南北に走る
- アメリカ国道84号線（ワイアグラス・ジョージア・パークウェイ）、ジョージア州道38号線と共有し、東西方向に市を二分する、市域内ではヒル・アベニュと呼ばれる
- ジョージア州道7号線、南北方向路であり、ウィズラクーチー川で市内にはいってノース・バルデスタ道路となり、南に行くとノース・アシュレー通りとなる。7号線代替路が南のパターソン通りに降る。CSXトランスポーテーション鉄道との立体交差で合流して州道7号線産業道路となり、サウス・パターソン通りを辿る。市域外でアメリカ国道41号線に合流する。

### その他の交通機関
バルドスタ地域空港が市の南5kmにあり、デルタ航空がハーツフィールド・ジャクソン・アトランタ国際空港に定期便を飛ばせている。またアトランティック・サウスイースト航空がデルタ・コネクションとなる。グレイハウンドのバス停も市内にある。

### 路面電車
1898年、バルドスタ路面電車会社が、パターソン、アシュレー、トゥームズ、リー、ヒル、セントラル、ゴードン各通りで路面電車を運行する通行権を確保した。アメリカで路面電車を運行する最小クラスの都市になった。中心街で1899年から1924年まで運行された。廃止になった軌道は1940年代に外され、戦争のための金属材料として使われた。

## 博物館
ラウンズ郡歴史協会と博物館がバルドスタ・カーネギー図書館に入っており、この建物はアメリカ合衆国国家歴史登録財に指定されるカーネギー図書館である。州内には24か所のカーネギー図書館がある。

## スポーツ

### 高校アメリカンフットボール
バルドスタは高校アメリカンフットボールで強い伝統がある。バルドスタ高校・ワイルドキャッツは、これまで829勝、全国大会優勝6度、ジョージア大会優勝23度、地域大会優勝41度の実績があり、国内でも最大級に成功したアメリカンフットボールのプログラムがある。
同じ町のライバル校ラウンズ高校も1980年以降にジョージア大会優勝を5度経験した。地元私立校バルウッド学校は、クラスAで州のフットボール・タイトルを4度獲得した。
毎年開催される公立2校、ラウンズ高校とバルドスタ高校の対抗戦はウィナーズビル・クラシックと呼ばれている。バルドスタ高校が34勝16敗でリードしており、ウィナーズビル・クラシックと呼ばれるようになった1981年以降では19勝12敗となっている。

### バルドスタ州立大学

#### アメリカンフットボール
バルドスタ州立大学ブレイザーズはディビジョンIIの全国優勝3回、ガルフ・サウス・カンファランス優勝6回を経験している。

#### テニス
バルドスタ州立大学男子テニスチームはNCAAディビジョンIIの全国優勝を2回経験した。全国大会にも3度出場した。
ガルフ・サウス・カンファランスでは9回優勝した。2011年、GSC選手権を5連覇した最初のチームになった。

#### 野球
バルドスタ州立大学で最初の野球チームが結成されたのは1954年であり、1955年の大学間対抗戦で最初の公式シーズンとなった。トミー・トーマスが1967年にコーチになり、2007年まで続けた。トーマスの下で34シーズン、カンファランス優勝2回、ディビジョン優勝3回、全国大会出場8回を記録し、1979年にはディビジョンIIで全国優勝した。トーマスはNCAAディビジョンIIでは生涯で1302勝を挙げた。2008年にグレッグ・ギリアムズがヘッドコーチになり、最初の都市にガルフ・サウス・カンファランスのイースト・ディビジョンで優勝し、7年ぶりにポストシーズンの大会に導いた。
1915年、現在は無くなったフェデラル・リーグのニューアーク・ペパーがバルドスタで春季トレーニングを行った。

### マイナーリーグ野球
20世紀を通じて市内には幾つかのマイナーリーグ野球チームがあった。1906年に始まったジョージア・ステート・リーグでは、バルドスタ・スターズが参加し、加盟した6都市の1つになった。1946年から1958年バルドスタ・タイガースがクラスDのマイナーチームだった。ブルックリン・ドジャースの傘下だったバルドスタ・トロージャンズが本拠にしていたこともあった。

### ESPNのタイトルタウンUSA
ESPNテレビの番組タイトルタウンUSAは2008年春に始まり7月まで続いた。大会優勝の経歴を元にファンが国内の町や都市を指名するものである。パネラーが指名された町を審査し、ファンが5月に投票して20世紀の決勝進出者を決めた。スポーツセンターが7月に各都市を訪問し、7月23日から27日のファン投票で勝者を決めた。
バルドスタ高校のアメリカンフットボール勝利記録があり、多くのスポーツで大学高校が優勝し、他にも学術部門での実績があり、2008年ESPNのタイトルタウンUSAではバルドスタが決勝進出者に残った。7月28日、ESPNのウェブサイト投票所に入ったファン投票の29.2%を獲得して、バルドスタがタイトルタウンUSAになった。

## メディア

### 新聞
- バルドスタ・デイリー・タイムズ

### ラジオとテレビ
バルドスタで聴取できるラジオは、AM4局、FM13局がある。
バルドスタ市とラウンズ郡はフロリダ州のタラハシーテレビ市場に属しており、そこからの放送を受信している。近くにあるオールバニ市場からも幾つか受信できる。

## 著名な出身者
- ドク・ホリデイ、西部の歯科医、ガンファイター、ギャンブラー、若い時をバルドスタで過ごした

### エンタテイナー
- ビル・ヒックス、コメディアン、バルドスタ生まれ
- ドミニク・シモン、ポルノ女優
- フロム・ファースト・トゥ・ラスト、ポスト・ハードコアのバンド
- スクリレックス、本名サニー・ムーア、フロム・ファースト・トゥ・ラストのボーカル（2004年-2007年）

### スポーツ人
- ロレンゾ・ケイン、メジャーリーグベースボール選手

## 大衆文化の中で
- ファニーフラッグの小説『ホイッスル・ストップ・カフェのフライド・グリーントマト』およびその1991年映画『フライド・グリーン・トマト』の一部はバルドスタが舞台になっている
- アレン・スティールのSF小説『コヨーテ・フロンティア』では、バルドスタが2070年に反乱リベラル知識人を収容するキャンプ・ブキャナンの場所になっている
- 映画『Ernest in the Army』の舞台はバルドスタになっている。撮影は南アフリカで行われた
- ウディ・ハレルソンが主演した映画『ゾンビランド』は、バルドスタの通りと、近くにあるワイルド・アドベンチャー・テーマパークで撮影された.[53]
- ミュージカルの『Cotton Patch Gospel』では、ヘロドが死んだときに、ジョーがジーザスと家族をバルドスタに移す
- ジョン・ベレントの小説『真夜中のサバナ』では、レディ・シャブリスがバルドスタで演技する
- ベティ・デイヴィスとジェイミー・リー・カーティスが出演した1986年の映画『As Summers Die』はバルドスタで撮影された。
- ジョン・スタインベックの小説『エデンの東』では、アダム・トラスクがバルドスタで泊まって物資を盗み、コネチカットに向かう途中でフロリダのチェインギャングから逃亡した後で、兄弟のチャールズから金を借りる